# Joan Granados i Llimona
Joan Granados i Llimona, oft auch kürzer Joan Granados Llimona, (* 7. Oktober 1931 in Barcelona; † 27. Mai 2005 in Sant Joan les Fonts) war ein katalanischer Zeichner, Illustrator und Maler, der in der Tradition der Schule von Olot stand. 

## Leben und Werk
Granados i Llimona wurde in einer Zeit geboren, in der sich die politischen Änderungen in Spanien bereits ankündigten. Granados i Llimona war väterlicherseits ein Enkel des Komponisten und Pianisten Enrique Granados und mütterlicherseits des Malers Joan Llimona i Bruguera. Sein Vater war Víctor Granados, eines der sechs Kinder von Enrique Granados. Seine Mutter war Isabel Llimona i de Gisbert, Tochter aus erster Ehe von Joan Llimona mit Pilar de Gisbert. Bereits mit 3 Jahren starb seine Mutter. Der Vater ging nach dem Tod seiner Frau nach Amerika. Joan und seine Geschwister wurden zu Verwandten in die Garrotxa zuerst nach Sant Feliu de Pallerols und wenige Monate später nach Sant Joan les Fonts gebracht.
Bereits als Junge erlernte Joan von seiner Tante, der katalanischen Malerin Núria Llimona i Raymat, in Barcelona verschiedene Mal- und Zeichentechniken. 1939, nach dem Spanischen Bürgerkrieg ging seine Familie mit dem jungen Joan aus Sicherheitsgründen für mehr als ein Jahr nach Frankreich ins Exil. Danach ging Granados Llimona als Schüler zu den Salesianern nach Barcelona und absolvierte eine Ausbildung für Handel. 1947, mit 16 Jahren, trat er in eine Bank in Olot ein. Danach arbeitete als Beamter bis zu seiner Rente für die Stadt Olot. 
Granados i Llimona interessierte sich schon früh für die Kunst. Insbesondere war er hochbegabt für das Zeichnen. Ab 1947 nahm er Zeichenunterricht bei Martí Casadevall in Olot. Für seine Zeichnungen studierte er Landschaften, Leute und die menschliche Anatomie. 1949 bis 1951 nahm er Unterricht in den Ateliers mehrerer Künstler in Barcelona und Olot. Diese Ausbildungsphase schloss er mit dem Titel Graduat en Arts Aplicadas (Graduierung in angewandter Kunst) an der Llotja von Barcelona ab. Er war Mitglied des Cràter d’Art und nahm jeden Herbst als Mitorganisator und Mitkoordinator an den Olotenser Kunstmessen (La Fira del Dibuix) teil. Er rief die Kunstmesse in Figueres, La Fira del Dibuix de Figueres ins Leben. Er war einer der Mitbegründer der Kunstschule in Sant Joan les Fonts, seinem Wohnort. Er nahm an Kunstwettbewerben in Beget, Olot und Banyoles sowie an verschiedenen Jugendkunstwettbewerben als Juror teil.

## Ehrungen
Es folgten zahlreiche Einzel- und Gruppenausstellungen unter anderem in Olot, Figueras, Girona, Barcelona, Valencia, Hamburg sowie Beiträge zu Kunstevents wie den Kunstmessen von Olot und Figueres. Granados i Llimona erhielt für sein künstlerisches Wirken zahlreiche Auszeichnungen, Preise und Anerkennungen. So gelangte er beispielsweise in die Endausscheidung für den internationalen Zeichenwettbewerb der Stiftung Ynglada Guillot. Er erhielt den Preis El deporte en las Bellas Artes de Madrid (Der Sport in den schönen Künsten) in Madrid, den ersten Preis in Zeichnung des Museums von Andorra, zwei Gold- und zwei Silbermedaillen bei den Kunstwettbewerben der Provinz Girona (Concurs Provincial de Girona). Das Museum für moderne Kunst in Barcelona erwarb Werke von Granados i Llimona.
Granados i Llimona schuf zahlreiche Kohle-, Kugelschreiber- und Tuschezeichnungen, seltener auch Werke in Mischtechnik (Kohlezeichnung mit Aquarell). Er schuf gerne großformatige Werke und auch Wandzeichnungen wie in der Schule Castanyer in seinem langjährigen Wohnort Sant Joan les Fonts. Granados i Llimona war einer derjenigen katalanischen Künstler, die das Zeichnen als vollwertige Kunst begriffen. Das Zeichnen war seiner Auffassung nach eine in keiner Weise der Malerei nachgeordnete Kunstausprägung. Sein Werk offenbart einerseits eine große Freude an der Zeichenkunst wie andererseits an herausragender, autonomer Zeichentechnik. Sein exzellenter, persönlicher, künstlerischer Stil wurde oft von der Kunstkritik herausgestellt.

## Persönliches
Granados Llimona war mit Cinta Serrat i Masó verheiratet. Aus der Ehe gingen zwei Kinder hervor: Josep und Núria Granados i Serrat.